# High Circle
Gli High Circle sono un gruppo musicale nato a Roma nel 1985. Il gruppo fu parte della scena hardcore punk romana alla quale sono riconducibili gruppi come Bloody Riot e furono fra gli esponenti di quello che fanzine e riviste americane come Maximumrocknroll definirono Italian hardcore.

## Storia

### 1985: Genesi e6 Track EP
Gli High Circle si formarono a Roma all'inizio del 1985 dall'incontro di Giampaolo Billia alla chitarra, Giuliano Calza alla batteria e Massimiliano Ruggeri al basso, ai quali si aggiunse più tardi Bruno Consoli alla voce. Nei primi anni di carriera, la band divise la sala prove con gruppi della scena romana come i Minimal ed i Nighters. Di li a poco producono il loro primo EP per l'etichetta Contagio Records con il titolo di 6 Track EP, che otterrà ottime recensioni, sia a livello nazionale che internazionale, destando così l'interesse dell'etichetta Subcore Records di Seattle.

### 1986-1990:Out of Darknessper Subcore Records aShadows on the Wall
Di lì ad un anno uscirà così per questo marchio il loro primo LP dal titolo Out of Darkness. Il tour che ne seguì generò fratture all'interno della band che vide di li a poco la fuoriuscita di Consoli, che venne sostituito alla voce da Marco Luppacchini, ex voce dei Minimal, per poi lasciare il posto a Paolo Marotta, che portò il gruppo su sonorità decisamente più legate all'hardcore melodico. Con lui, nel 1990, uscirà il loro terzo ed ultimo album dal titolo Shadows on the Wall la cui produzione era affidata alla romana Break Even Point Records.

### Dopo gli High Circle
Nel 1998 la Break Even Point Records pubblica Sell Out 85/90, una raccolta che comprende alcuni dei migliori brani degli High Circle.

### Tributi
I Growing Concern, gruppo hardcore di Roma, hanno eseguito dal vivo nella stragrande maggioranza dei loro gig in Italia e all'estero, uno dei brani di punta degli High Circle, "Aiuta la tua scena", che peraltro hanno anche incluso nel loro primo album "Disconnection".
Lo stesso brano è stato inciso dai Contrasto (nell'album Politico personale) e dagli Alter-Azione (nella raccolta "1995-1999 Complete Discography").

## Formazione originaria
- Massimiliano Ruggeri - basso (1985-1990)
- Giampaolo Billia - chitarra (1985-1990)
- Bruno Consoli - voce (1985-1989)
- Giuliano Calza - batteria (1985-1990)

### Membri di formazioni successive
- Marco Lupacchini - voce
- Paolo Marotta - voce

## Discografia

### Album ed EP
- 6 Track EP, (EP, Contagio Records, 1985)
- Out of Darkness, (LP, Subcore Records 1986)
- Shadows on the Wall, (LP, Break Even Point Records, 1990)

### Greatest hits
- Sell Out 85/90, (LP, Break Even Point Records, 1998)

### Compilation
- One Step Beyond, con i brani Throbbs e Scratched Mirror (Cassetta, autoprodotto, 1989)
- Prima della Seconda Repubblica, con il brano Aiuta la tua scena (Cassetta, Provincia Attiva, 1994)
- Hate / Love, con il brano Aiuta la tua scena (2xCD, LoveHate80, SOA Records, Mele Marce Records, 2005)